# 金子元孝
金子 元孝（かねこ もとたか、1925年9月14日 - 2007年7月10日）は日本のアコーディオンの演奏家、啓蒙家、教育者。世界最長の刊行継続記録をもつアコーディオン専門誌・月刊『アコーディオン・ジャーナル』の編集長を長くつとめた。

## 人物
クロマティック・アコーディオンのプロ奏者としては日本最初期の一人である。演奏活動のかたわら、アコーディオンの教育や指導、日本のアコーディオン文化の振興にもつとめ、専門誌の編集や、「アコーディオン150年祭」(1979年)その他の企画を多数手がけた。テレビやラジオの出演歴、雑誌の取材等、多数。その門下から多数のアコーディオン奏者を輩出した。自身が主催するアコーディオン教室では、クロマティック式だけでなく、日本で一般的に普及しているピアノ鍵盤式のアコーディオンも指導した。

## 経歴
1925年9月14日、大阪府泉南郡春木（現・岸和田市）に生まれる。
1944年、奥多摩で小学教員をしていた時に陸軍に召集され、九二式重機関銃の射手となり、中国大陸に渡る。
戦後、中国から復員。会社に就職していたが、定期検診の結果、自然退職させられ、1954年からアコーディオニストの松原千加士に師事、音楽を作曲家の小松平五郎 (小松耕輔の弟) から習い、その後、プロのアコーディオン奏者となる。
毎晩、東京・溜池にあったドイツ風ビア・レストラン「ベルマンズ・ポルカ」専属アコーディオン奏者をつとめるかたわら、昼は月刊『アコーディオン･ジャーナル』(谷口楽器)編集長や、アコーディオンの指導を行う。
1984年、日本アコーディオン振興協会理事長。
1994年3月、70歳を機に、30年間つとめた「ベルマンズ・ポルカ」を自主退職し、1962年12月から毎月欠かさず刊行してきた月刊『アコーディオン・ジャーナル』も通巻376号にて終刊(その後、季刊の無料誌として復活)。
退職後も、アコーディオンの指導や啓蒙活動に精力的に取り組み続けた。晩年は「金子万久」(かねこ・ばんきゅう)という名義を使用。
2007年7月10日、急逝。

## 主な作品(作曲)
- 並木路（プロミナード）[9]
- アコーディオン・プライプト・アコーディオン[注釈 1]

## 著書
- 『アコーディオン・ポピュラー・スタンダード』全音楽譜出版　1993年　ISBN 978-4114400017
- 金子元孝『アコーディオン愉し』（改訂増補版）ベル企画、1999年。ISBN 4-901875-11-6。全国書誌番号:20030820。[注釈 2]
※月刊『音楽運動』(日本音楽協議会)に1994年から95年にかけて連載した記事を改訂補填したもの。

## CD
- ビアホールの騒音(ざわめき)の中で
- ビアホールの騒音の中で　PART・II ベルマンズポルカ懐(なつか)し
- ビアホールの騒音の中で　PART・III ワインのおかわりもう一本
- ビアホールの騒音の中で　PART・IV　愛しのヨーデル